# Coca-Cola Life
Coca-Cola Life è un prodotto della The Coca-Cola Company lanciato nel 2013 in Argentina e Cile e creato in seguito ad una ricerca durata cinque anni condotta in entrambi gli stati.

## Descrizione e storia
È la prima della sua linea, prodotta con dolcificanti quali stevia e zucchero. Dal 2014 il lancio della Coca-Cola Life si è espanso anche su mercati europei, inclusa la Francia e la Gran Bretagna dal 2014
mentre in Italia è arrivata nel 2016.
Nel 2020 è terminata la produzione della Coca-Cola Life in Italia per scelta della The Coca-Cola Company.
È una versione della Coca-Cola a basso contenuto calorico, con 27 kcal/100 ml, il 36% in meno delle calorie contenute nella versione classica. Coca-Cola Life coesisterà insieme alla Diet Coke e alla Coca-Cola Zero sui mercati di Argentina e Cile. Il 18 febbraio 2016 viene distribuita in Italia, prodotta unicamente dallo stabilimento di Marcianise ma dopo pochi anni, viene ritirata dal mercato italiano.

## Date di lancio
- Argentina (27 giugno 2013)
- Cile (novembre 2013)
- Regno Unito (Agosto 2014)
- Messico, Stati Uniti d'America, Svezia (settembre 2014)
- Francia (dicembre 2014)
- Germania (febbraio 2015)
- Norvegia, Svizzera (febbraio 2015)
- Italia, (1º maggio 2015, Expo 2015 - 18 febbraio 2016 in tutti i negozi)
- Danimarca (gennaio 2016)